# Macrolinus johkii
Macrolinus johkii là một loài bọ cánh cứng trong họ Passalidae. Loài này được Boucher & Kon miêu tả khoa học năm 1998.